# Otto Kuhler

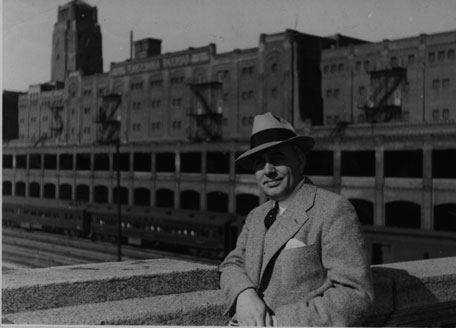
Otto Kuhler 1935 am Chicagoer Bahnhof

Otto Kuhler (* 31. Juli 1894 in Remscheid; † 5. August 1977 in Denver, Colorado) war ein deutsch-amerikanischer Industriedesigner und Künstler. Laut Fachblatt „Trains“ gestaltete Kuhler mehr Lokomotiven und Waggons stromlinig als seine Konkurrenten Cret, Dreyfuss und Loewy zusammen. Seine umfassenden Konzepte zur Modernisierung der amerikanischen Bahngesellschaften wirken bis heute bei den Eisenbahnen der Welt nach. Zudem war er ein produktiver Künstler der Industrielandschaft und später des amerikanischen Westens.
Kuhler wanderte 1923 in die USA aus und wurde 1928 amerikanischer Staatsbürger. Zuvor hatte er Simonne Gillot, Tochter eines belgischen Arztes, geheiratet. Aus der Ehe gingen zwei Kinder hervor, Tochter Winona, verheiratete Zabriskie, und Renaldo, ein naturwissenschaftlicher Illustrator und Schöpfer der Fantasiewelt von Rocaterrania.

## Jugend
Kuhler kam als einziges Kind einer Ambossgießerei-Familie zur Welt. Er hatte vor, Elektrotechnik zu studieren, doch nach einem Schüleraustausch mit Belgien kam er mit einem Skizzenbuch zurück, das sein zeichnerisches Talent unübersehbar belegte. Mit 19 Jahren erhielt er den Auftrag, einen Katalog von Dampflokomobilen zu illustrieren. Er nahm am Ersten Weltkrieg teil, wurde nach einem Autounfall beurlaubt und später wieder eingezogen. Er befehligte dann eine Waldeisenbahn-Truppe in Belgien, wo er seine künftige Frau kennenlernte.

## Frühe Arbeiten
Ein an die Leipziger Karosseriefirma Kathe & Söhne eingesandter Entwurf auf Mercedes-Chassis gewann 1913 eine Goldmedaille. Kuhler war dann Stylist beim N.A.G.-Autowerk in Berlin und entwarf nebenher Filmszenerien für Willi Wauers Stummfilm "Der Tunnel". Außerdem wurde er Mitherausgeber des Fachblatts „Der Motor“ und gestaltete dann Karosserien für europäische Autohersteller. Beeinflusst durch Joseph Pennell erlernte er nach dem Ersten Weltkrieg die Kunst der Radierung und schrieb sich an der Düsseldorfer Kunstakademie ein. Nach der Auswanderung 1923 in die USA arbeitete er in Pittsburgh, Pennsylvania, als freier Künstler. Seine Themen waren Industrielandschaften, Stahlwerke und Lokomotivbau.

## Brill Company
Kuhler eröffnete 1928 in New York ein Studio und propagierte in den Medien die Stromliniengestaltung des antiquierten Eisenbahn-Rollmaterials, um es für Passagiere attraktiver zu machen. Der Börsenkrach und die nachfolgende Depression machten seine Anstrengungen zunichte. Erst drei Jahre später erhielt er den ersten Gestaltungsauftrag bei der Brill Company, die an einem Wettbewerb der Union Pacific-Bahngesellschaft für einen Stromlinienzug teilnahm, den allerdings die Pullman Corporation gewann. In dem dann realisierten Zug M-10000 sollen auch Ideen der beiden übrigen Wettbewerber verwirklicht worden sein. Kuhler gestaltete für Brill noch den Prototyp der sogenannten PCC-Straßenbahn für Chicago und später den Triebwagenzug „The Rebel“ für die Bahngesellschaft Gulf, Mobile & Northern. Die Mutterfirma Brills, die American Car & Foundry, nutzte während der 1930er Jahre Kuhlers Talente zur Gestaltung der wachsenden Zahl ihrer Nahverkehrs-Schienenbusse, deren Höhepunkt 1940 die janusköpfigen Triebwagen für die Susquehanna-Bahngesellschaft bildeten.

## American Locomotive Company (ALCo)

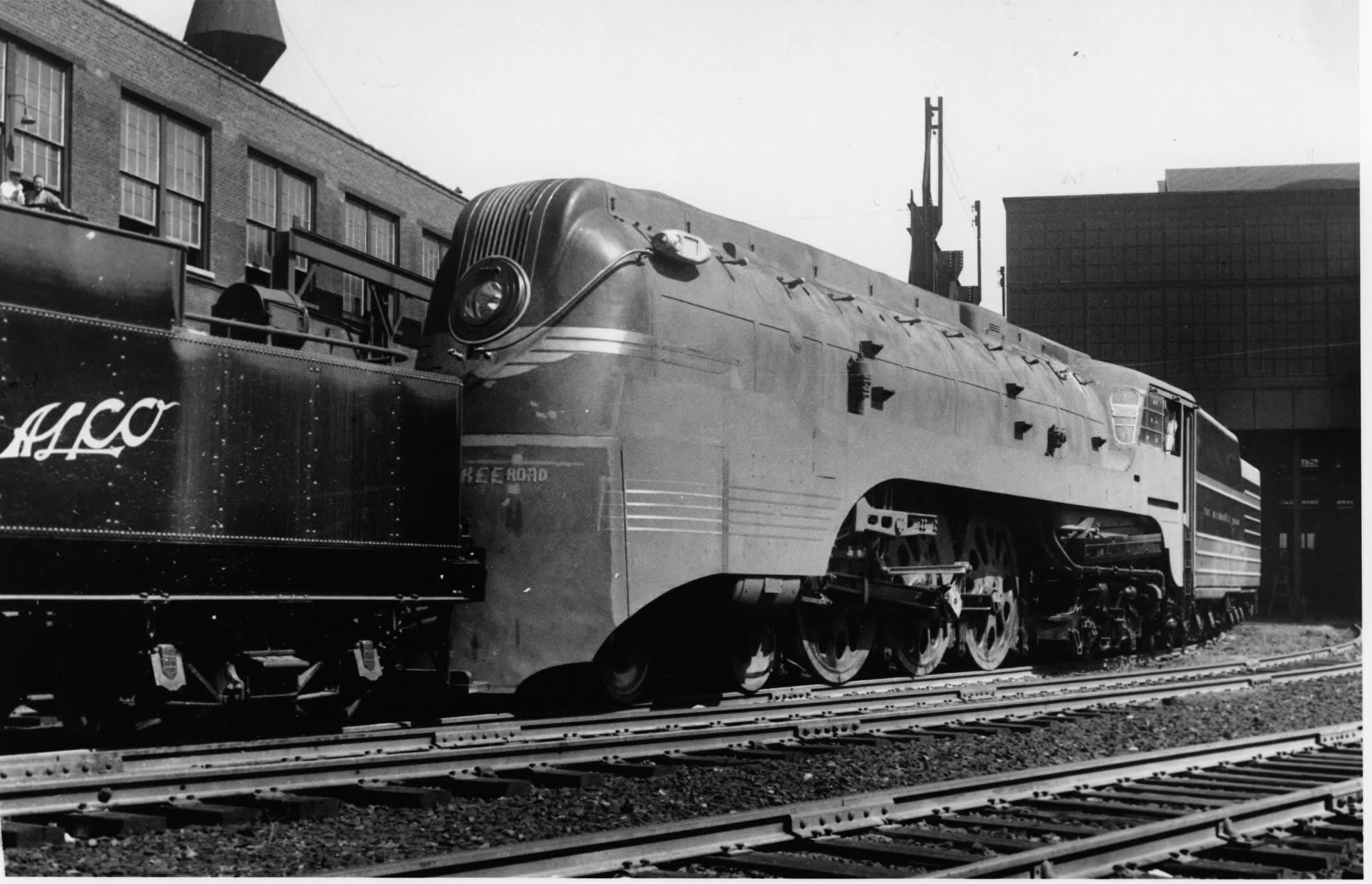
Lokomotive ALCO F7 für die 2. Generation der Hiawatha-Züge, stromgestylt 1938 von Otto Kuhler

ALCo beschäftigte Kuhler 1931 für die Werbeabteilung und ab dem folgenden Jahr als Design-Berater. Seine erste Aufgabe war die äußerliche Überarbeitung einer Diesel-Rangierlok HH600, die als S-1 und folgende Varianten ein Verkaufserfolg wurden. Anschließend wollte die Milwaukee Road für die Strecke zwischen Chicago und Minneapolis vier Stromlinienzüge, weil es dort besonders viel Konkurrenz gab. Während die Waggons in den eigenen Werkstätten gebaut wurden, kamen die Lokomotiven der Klasse A Nr. 1 bis 4 von ALCo. Kuhler verschönerte ihre Verkleidung (wie eine umgekehrte Badewanne) durch eine sorgfältige Farbgebung und weitere Zutaten. Kuhlers Schattenbleche am Biberschwanz-Aussichtswagen der 2. Generation waren eine Sensation, ebenso die stärkeren Lokomotiven F7, die wieder von Kuhler „stromgestylt“ wurden, wie er es nannte. In Anerkennung seines hervorragenden Stromliniendesigns trug die erste F7-Lokomotive Nr. 100 auf der Zylinderverkleidung eine Tafel mit der Aufschrift „Speedlined by Otto Kuhler“ und dem Faksimile seiner Unterschrift.

## Baltimore & Ohio Railroad (B&O)

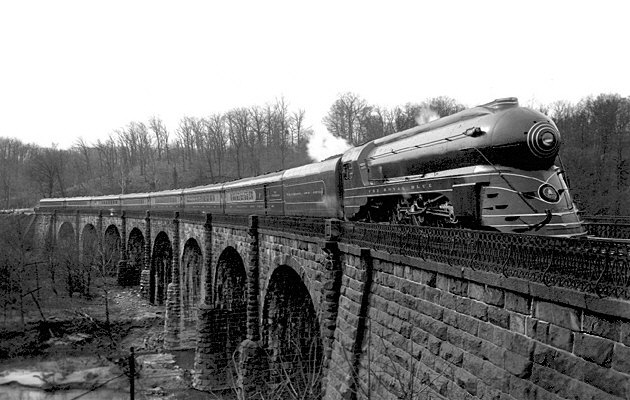
Der 1937 von Otto Kuhler gestaltete „Royal Blue“ der B&O

Als Art Director der B&O-Kundenzeitschrift entwickelte Kuhler auch das königsblau/graue Farbschema und das modernisierte Signet der Gesellschaft. Als B&O sich dem Gedanken öffnete, ihren Dienst Washington-New York zu modernisieren, konnte Kuhler im Jahre 1937 an einer Pacific-Dampflokomotive der „President“-Klasse seine Idee der „Geschossnase“ verwirklichen, die als „kuhlersch“ bekannt wurde. Das Ergebnis war der Royal-Blue-Zug – Loewy brachte später eine Geschossnase an seiner für die New Yorker Weltausstellung bestimmte Lokomotive der Pennsylvania Railroad S1 an. Da die B&O-Strecke in New Jersey endete, wurden die Passagiere mit Bussen nach Manhattan gebracht, welche Kuhler ebenfalls stylte und mit einer provisorischen Klimaanlage dank Stangeneis versah. Das Drei-Mann-Büro streamstylte weiterhin Lokomotiven von ALCo-Kunden; die einzige Ausnahme: Baldwins I-5 für den Shoreliner-Zug der New Haven. Für die Lehigh Valley streamstylte er Loks und Waggons für den John-Wilkes- und den Gegenzug – womöglich die interessanteste Kuhler-Lokomotive (sein „Darth Vader“). Als Berater der Architektur-Abteilungen der Bahngesellschaften half Kuhler, neun Bahnhöfe wie die von Des Moines (Iowa) und von Milwaukee (Wisconsin) zu modernisieren.

## American Car & Foundry
Der Beginn des Zweiten Weltkriegs beendete die Bemühungen um Passagier-Komfort. Kuhler stylte noch die Diesellok DL-109 von ALCo, wovon die New-Haven-Bahngesellschaft dank einer Genehmigung des War Production Board 60 Stück bestellen konnte. Nun erwiesen sich die Beschränkung auf Eisenbahn-Design sowie Kuhlers deutscher Akzent von Nachteil. Ein sicheres Zeichen dafür war die Tatsache, dass Kuhler um das Honorar für die Gestaltung der Dampflok Ps-5 – er selbst bezeichnete die Lok als sein bestes Design – von der Southern Railway geprellt wurde. Schließlich musste Kuhler sein Büro aufgeben und eine Stellung bei der AC&F annehmen, wo er Doppelstock-Schlafwagen, U-Bahnwagen mit eigenen Fenstern für die Stehplätze und vieles mehr entwickelte. Die meisten Patentanmeldungen Kuhlers stammen aus der Zeit bei AC&F. Doch 1947 wurde ihm anlässlich eines der vielen Revirements gekündigt.

## Farmer und Maler
Die Kuhlers verkauften ihr Anwesen mit Atelier auf einem Hügel nahe Blauvelt, New York, und kauften eine Ranch in den Rocky Mountains bei Pine, Colorado. Auf Kuhlers Agenda standen nun Rinderzucht und Malerei, deren Ergebnisse in vielen amerikanischen Museen zu sehen sind. Das Farmhaus brannte ab und wurde von den Kuhlers wieder aufgebaut. Mit 75 Jahren verkaufte Kuhler die Ranch und zog mit seiner Frau nach Santa Fé, New Mexico, um weiter zu malen. Acht Jahre später zogen sie nach Denver, Colorado, wo Kuhler 83-jährig starb.

## Designwerke Kuhlers
- Autokarosserien für Kathe&Söhne, Austro-Daimler, N.A.G., Snutsel Père&Fils, Delage, Fiat und Hansa 1913–18
- Stromlinienkonzept veröffentlicht für konventionelle Dampflok J-1 der New York Central 1928
- ALCo HH600 Dieselrangierlok (bei den folgenden Rangierlok-Generationen wie S-1 beibehalten) 1934
- AC&F/ALCo-Triebwagen „The Rebel“ für Gulf, Mobile & Northern 1934 und weitere AC&F-Schienenbusse
- Brill-Prototyp 7001 der PCC-Straßenbahn für Chicago 1935
- ALCo A-1 bis A-4 Stromlinien-Dampfloks für Hiawatha-Züge der Milwaukee Road 1935
- Remington Kombinierter Schreibmaschinenautomat mit Tisch 1936
- Farbgebung für „Mountaineer Limited“ der Ontario & Western 1937
- Farbgebung, Signet, Stromlinien-Lok P-7a und Züge für „Royal Blue“ und weitere der B&O 1937
- White Motor Co. Omnibusse für Passagierdienst der B&O
- Styling außen und innen der U-Bahnwagen (Pressed Steel Car Company) für City of Philadelphia
- Baldwin I-5 Dampfloks für „Shoreliner“ der New Haven R.R.
- ALCo F7 Dampfloks und Hiawatha-Züge der Milwaukee Road 1938 mit Schattenblechen am Aussichtswagen

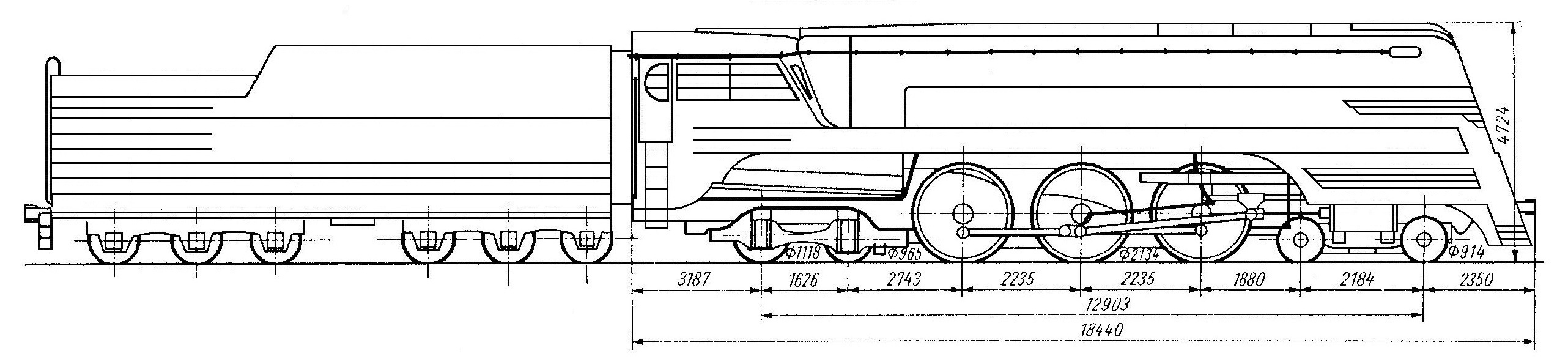
Hiawatha-Lokomotive F7 der Milwaukee Road („Speedlined by Otto Kuhler“)

- Umgestaltung des benzinelektrischen Triebwagenzugs 17 (Osgood-Bradley) für Lehigh Valley 1938
- Gesamtgestaltung des Zugs "Asa Packer" für Lehigh Valley 1938
- Stromlinien-Dampfloks K-5 und Züge „John Wilkes“ und „Black Diamond“ für Lehigh Valley
- ALCo DL-109 Dieselloks, teils mit Booster 1940; Nachfolgerin PA-1 erbte viele Gestaltungsmerkmale

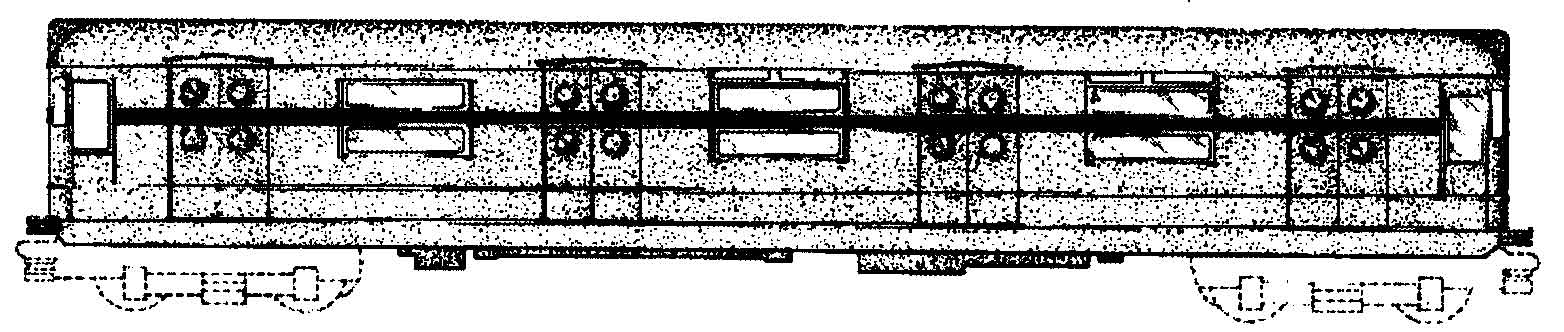
Kuhlers patentierter U-Bahn-Wagen 1947 (kopiert als NYC R11, umgebaut R34)

- Gesamtgestaltung der Luxuszüge "The Rebel" gezogen von DL-109 für GMN&O
- AC&F Nahverkehrstriebwagen 1001-3 für Susquehanna Road 1940
- Stromlinien-Dampflok Ps-4 für „The Tennesseean“ der Southern Railway 1941
- Wärmeisolierter Essensbehälter (Firma nicht bekannt)
- AC&F U-Bahnwagen für New York City und Boston 1946
- Vorschlag einer Hängebahn für Denver 1948

## Bibliografie
- Die deutsche Karosserie - ein Mahnwort an die deutschen Karosseriebauer, Der Motor (Berlin) 192?
- Streamlining the Railroads, Product Engineering, Juni 1934
- What Price Beauty of Line and Color, Metal Progress, August 1934
- Appeal Design in Railroad Equipment, Railway Age, Nov. 30, 1935
- Stil und Werbung im Eisenbahnwesen, Verkehrswirtschaftliche Rundschau (Wien), August 1936
- (mit Robert S. Henry) Portraits of the Iron Horse (1937; Nachdruck 1976)
- On the Railroad, von Robert S.Henry, illustriert von Kuhler (1938)
- (mit Donald Wilhelm) In the Steel Mill (1939)
- My Iron Journey - an autobiography (1967, 2. Auflage 1978)
- The etchings of Otto Kuhler, Kennedy Galleries, New York 1985